# Елайза Душку
Ела́йза Патри́ція Ду́шку (англ. Eliza Patricia Dushku МФА: [/ˈdʊʃkuː/]; нар. 30 грудня 1980) — американська акторка, режисерка та продюсерка. 
Відома ролями на телебаченні, в тому числі такими періодичними роботами, як Фейт у телесеріалі «Баффі — переможниця вампірів» і його спінофі «Ангел». Знялася у двох телесеріалах компанії Fox — «Поклик Тру» і телесеріалі «Клуб ляльок». Знаменита фільмами «Поворот не туди» і «Джей і мовчазний Боб завдають удару у відповідь».

## Біографія

### Раннє життя
Душку народилася в Бостоні та виросла в Уотертауні, штат Массачусетс, єдина дочка і наймолодша з чотирьох дітей шкільного вчителя та адміністратора Філіпа Річарда Джорджа Душку і Джуді Душку (уродженої Расмуссен), професора політології. Батько Душку народився в Бостоні, албанського походження, його батьки походять з міста Корче,  а мати, родом зі штату Айдахо, має данське, англійське, ірландське та німецьке походження. Її батьки розлучилися ще до її народження.
Мати Душку була членом Церкви Ісуса Христа Святих Останніх Днів, і Душку та її трьох братів  виховували як членів Церкви. Вона відвідувала денну школу Beaver Country Day School в Честнат-Гілл, штат Массачусетс,  і закінчила середню школу Уотертауна.

## Особисте життя
8 березня 2017 року Душку зізналася, що багато років мала алкогольну і наркотичну залежність.
14 січня 2018 року Душку повідомила, що у 12 років стала жертвою сексуальних домагань постановника трюків Джоеля Крамера, коли знімалася в картині Джеймса Кемерона «Правдива брехня».
18 серпня 2018 року Душку одружилася з підприємцем і колишнім тенісистом Пітером Паланджяном, від якого в неї є син Філіп «Борн» Душку Паланджян (нар. в липні 2019). Також у неї є четверо пасинків і падчерок: Манон, Петрос, Марго і Маделон.

## Фільмографія

### Акторка
| Рік       |    | Українська назва                                  | Оригінальна назва                               | Роль                    |
| --------- | -- | ------------------------------------------------- | ----------------------------------------------- | ----------------------- |
| 1992      | ф  | Та ніч                                            | That Night                                      | Еліс Блум               |
| 1993      | ф  | Життя цього хлопця. Правдива історія              | This Boy's Life                                 | Перл                    |
| 1994      | ф  | Правдива брехня                                   | True Lies                                       | Дана Таскер             |
| 1994      | кф | Риболовля з Джорджем                              | Fishing with George                             | Пайпер Рівз             |
| 1995      | тф | Джорні                                            | Journey                                         | Кет                     |
| 1995      | ф  | Прощавай, любове                                  | Bye Bye Love                                    | Емма                    |
| 1996      | ф  | У гонитві за сонцем                               | Race the Sun                                    | Сінді Джонсон           |
| 1998—2003 | с  | Баффі — переможниця вампірів                      | Buffy the Vampire Slayer                        | Фейт / Баффі Саммерс    |
| 2000—2003 | с  | Енджел                                            | Angel                                           | Фейт                    |
| 2000      | ф  | Добийся успіху                                    | Bring It On                                     | Міссі Пентон            |
| 2001      | ф  | Джей і мовчазний Боб завдають удару у відповідь   | Jay and Silent Bob Strike Back                  | Сіссі                   |
| 2001      | ф  | Безсмертні душі                                   | Soul Survivors                                  | Аннабель                |
| 2002      | ф  | Крутий хлопець                                    | The New Guy                                     | Даніелла                |
| 2002      | ф  | Остання справа Ламарки                            | City by the Sea                                 | Джина                   |
| 2002      | мс | Король гори                                       | King of the Hill                                | Джордан Гілгрен-Бронсон |
| 2003—2005 | с  | Поклик Тру                                        | Tru Calling                                     | Тру Девіс               |
| 2003      | ф  | Поворот не туди                                   | Wrong Turn                                      | Джессі Бурлінгейм       |
| 2003      | в  | Поцілунок                                         | The Kiss                                        | Меган                   |
| 2003      | вг | Buffy the Vampire Slayer: Chaos Bleeds            | Buffy the Vampire Slayer: Chaos Bleeds          | Фейт                    |
| 2005      | вг | Ryû ga gotoku                                     | Ryû ga gotoku                                   | Юмі                     |
| 2005      | с  | Шоу 70-х                                          | That '70s Show                                  | Сара                    |
| 2006      | кф | Таємна вечеря                                     | The Last Supper                                 | офіціантка              |
| 2007      | ф  | На Бродвеї                                        | On Broadway                                     | Лена Вілсон             |
| 2007      | ф  | Син нобелівського лауреата                        | Nobel Son                                       | City Hall               |
| 2007      | ф  | Секс на сніданок                                  | Sex and Breakfast                               | Рене                    |
| 2007      | с  | Погануля Бетті                                    | Ugly Betty                                      | Кемерон Ешлок           |
| 2007      | тф | Медсестри                                         | Nurses                                          | Єва Морроу              |
| 2008      | ф  | Шоковий ефект                                     | Bottle Shock                                    | Джо                     |
| 2008      | ф  | Прикриття                                         | The Coverup                                     | Моніка Райт             |
| 2008      | ф  | Алфавітний вбивця                                 | The Alphabet Killer                             | Меган Пейдж             |
| 2008      | вг | Saints Row 2                                      | Saints Row 2                                    | Шаунді                  |
| 2009      | вг | Wet                                               | Wet                                             | Рубі Мелоун             |
| 2009—2010 | с  | Клуб ляльок                                       | Dollhouse                                       | різні ролі              |
| 2009      | ф  | Роззявлені могили                                 | Open Graves                                     | Еріка                   |
| 2010      | ф  | Прощання                                          | Locked In                                       | Рене                    |
| 2010      | с  | Теорія великого вибуху                            | The Big Bang Theory                             | агент ФБР Анджела Пейдж |
| 2011      | вг | Fight Night Champion                              | Fight Night Champion                            | Меган Макквін           |
| 2011      | мс | Роботомія                                         | Robotomy                                        | Шокзана                 |
| 2011      | мс | Шоу Клівленда                                     | The Cleveland Show                              | Елайза Душку            |
| 2011      | мс | Торчвуд: Павутина брехні                          | Torchwood: Web of Lies                          | Голлу Мокрі             |
| 2011      | с  | Білий комірець                                    | White Collar                                    | Ракель Ларок            |
| 2011      | с  | Гільдія                                           | The Guild                                       | Елайза Душку            |
| 2011      | с  | Ліга                                              | The League                                      | Крістен                 |
| 2011      | тф | Стадний менталітет                                | Herd Mentality                                  | Кейсі                   |
| 2011      | мф | Бетмен: Рік перший                                | Batman: Year One                                | Селіна Кайл             |
| 2011      | мф | Вітрина DC: Жінка-кішка                           | Catwoman                                        | Жінка-кішка             |
| 2012      | мф | Ноїв ковчег: Новий початок                        | Noah                                            | Залберт                 |
| 2012      | с  | Високосний рік                                    | Leap Year                                       | Джун Пеппер             |
| 2013      | с  | Спецназ: Сан-Дієго                                | NTSF:SD:SUV                                     | Деш                     |
| 2013—2015 | мс | Галк і агенти СМЕШ                                | Hulk and the Agents of S.M.A.S.H.               | різні ролі              |
| 2013      | мф | Супер-пупер мультфільм від Джея і Мовчазного Боба | Jay and Silent Bob's Super Groovy Cartoon Movie | Помада Лесбійка         |
| 2013      | тф | Міжсезоння: історія Лекс Моррісон                 | Off Season: Lex Morrison Story                  | Про                     |
| 2013      | тф | Святий                                            | The Saint                                       | Патрісія Голм           |
| 2014      | ф  | Писака                                            | The Scribbler                                   | Сілк                    |
| 2015      | ф  |                                                   | Jane Wants a Boyfriend                          | Бьянка                  |
| 2014      | кф |                                                   | The Gable 5                                     | Тейлор Шей              |
| 2015      | мс |                                                   | Ultimate Spider-Man                             | She-Hulk                |
| 2016      | с  | Банші                                             | Banshee                                         | агент Вероніка Доусон   |
| 2017      | с  | Метод Булла                                       | Bull                                            | Дж. П. Наннеллі         |
| 2017      | тф | Святий                                            | The Saint                                       | Патрісія Голм           |

### Режисерка, продюсерка
| Рік       |     | Українська назва  | Оригінальна назва   | Роль                   |
| --------- | --- | ----------------- | ------------------- | ---------------------- |
| 2008      | ф   | Алфавітний вбивця | The Alphabet Killer | асоційована продюсерка |
| 2009—2010 | с   | Клуб ляльок       | Dollhouse           | продюсерка             |
| 2012      | с   | Високосний рік    | Leap Year           | консалтинг продюсерка  |
| 2012      | док | Дорога Албанія    | Dear Albania        | режисерка              |